# Владимир Цуркан
Владимир Цуркан (рум. Vladimir Țurcan; нар. 14 жовтня 1954, Слободзея) — суддя Конституційного суду Молдови з 2019 року, його голова у 2019—2020 рр. Депутат Парламенту Молдови за списками Партії соціалістів, голова партії «Єдина Молдова», 1-й віцеспікер парламенту Молдови (2009), міністр внутрішніх справ (1999–2001).
Генерал-майор поліції. 

## Біографія
Народився 14 жовтня 1954 в місті Слободзея.
11 лютого 1997 був призначений першим заступником міністра внутрішніх справ. 11 грудня 1997 президент Петро Лучинський присвоїв йому звання генерал-майора поліції.
Обіймав посаду міністра внутрішніх справ в уряді з 21 грудня 1999 по 19 квітня 2001). 2001 року він був обраний депутатом Парламенту Республіки Молдова за списками Партії комуністів.
21 березня 2002 колишній міністр внутрішніх справ Цуркан був призначений Надзвичайним і Повноважним Послом Республіки Молдова в Російській Федерації.
2005 та 2009 року був обраний депутатом Парламенту Республіки Молдова за списками Партії комуністів. 2009 року обраний Першим Заступником Голови Парламенту Молдови.
У лютому 2010 чотири депутата парламенту Республіки Молдова, обраних за списками ПКРМ — Владимир Цуркан, Віктор Степанюк, Людмила Бельченкова і Валентин Гузнак залишили фракцію ПКРМ і вступили в партію «Єдина Молдова». Цуркан був обраний її головою.
З 2014 до 2019 року був депутатом парламенту Республіки Молдова за списками Партії соціалістів. Був головою Комісії з прав людини і міжетнічних відносин.
Голова Конституційного суду Молдови у 2019—2020 рр., суддя Конституційного суду з 2019 року.

## Володіння мовами
Володіє румунською, російською та французькою мовами.